# فيفيان جانيت كابلان
فيفيان جانيت كابلان هي مؤلفة وكاتِبة كندية، ولدت في 1946 في شانغهاي في الصين.